# 斯波尔丁 (林肯郡)
斯波尔丁是位於英格蘭林肯郡的一個城鎮，2011年人口普查時斯伯丁有人口28,722人。斯伯丁以開始於1959年的斯伯丁花車遊行而著稱，曾吸引超過10萬人參觀。不過2012年花車遊行的參觀人數已經不到4萬人。